# LWD Basket

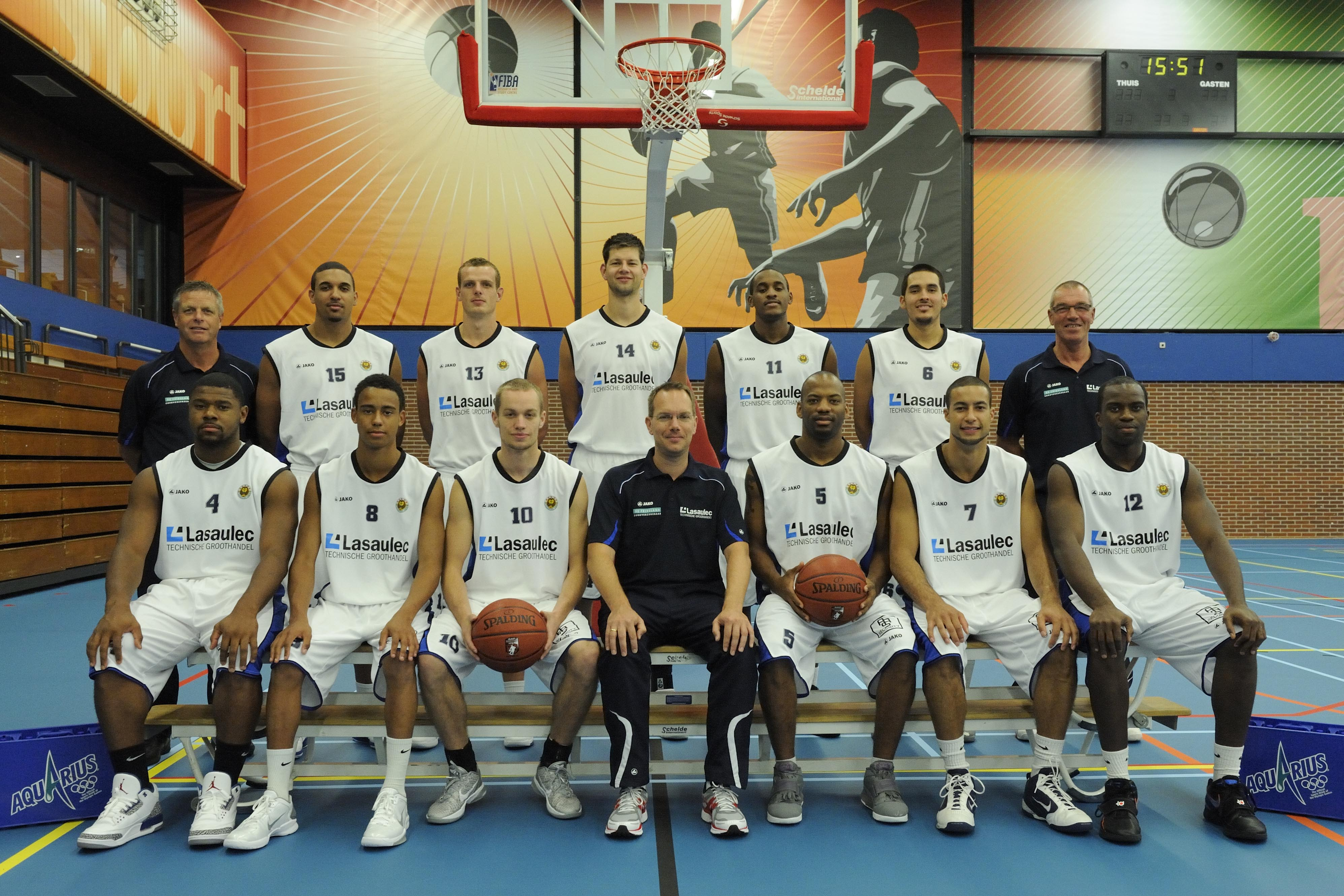
Lasaulec Aris in 2011

LWD Basket (tot 2023 Aris Leeuwarden) is een Nederlandse basketbalclub uit Leeuwarden, waarvan het eerste herenteam uitkomt in de BNXT League. LWD Basket is de opvolger van Aris Leeuwarden dat in 2023 haar activiteiten staakte. De club speelt haar thuiswedstrijden in blauwe tenues. De club speelt haar thuiswedstrijden in Sportcentrum Kalverdijkje.

## Historie
In 1964 richtte kweekschool Mariënburg het basketbalteam Stuiters op. In 1967 werd deze vereniging hernoemd naar Ymir toen het Harlingse Alcazar een divisie lager ging spelen. De LTS in Leeuwarden had een eigen vereniging genaamd Sporty (tot 1971 BV Detroit Stars). In mei 1992 fuseerden deze basketbalclubs tot Basketballvereniging Aris.
In 2004 promoveerde het team onder leiding van coach Tom Simpson vanuit de Promotiedivisie naar de Eredivisie en nam de naam Woon!Aris aan. In rap tempo werden Amerikaanse talenten als Brandon Woudstra en Dallas Logan aangetrokken. Het team kende een droomstart, in de allereerste wedstrijd in de eredivisie werd landskampioen Groningen uit verslagen. Na vier wedstrijden voerde Woon!Aris de ranglijst van de eredivisie aan. Woudstra werd in dit seizoen topscorer van de eredivisie en Woon!Aris haalde de play-offs. In de eerste ronde werd Woon!Aris uitgeschakeld door EiffelTowers Nijmegen.
In 2007 werd De Friesland Zorgverzekeraar sponsor en speelde de club onder de naam Aris Friesland. Na twee seizoenen werd onder de naam De Friesland Aris verder gespeeld, waarna in 2011 de technische groothandel Lasaulec het stokje als sponsor voor drie jaar overnam. Aan het eind van het daaropvolgende seizoen werd echter bekend dat Lasaulec het sponsorcontract had opgezegd en dat het voortbestaan van Aris in gevaar is. Het jaar daarop, in het seizoen 2012/13 ging Aris zonder hoofdsponsor in de eredivisie spelen. In dit jaar eindigde Aris op de vierde plaats en bereikte de club voor het eerst in haar bestaan de finale van de play-offs. Hierin werd met 4-0 verloren van Zorg en Zekerheid Leiden. In oktober 2013 werd met de komst van Univé als hoofdsponsor voor drie jaar de toekomst van Aris verzekerd. In 2014 werd de capaciteit van het Kalverdijkje flink uitgebreid, van 800 naar 1.700.
Sinds seizoen 2023 - 2024 is er een nieuwe organisatie ingericht die het topbasketbal in Leeuwarden faciliteert. De clubnaam werd veranderd in LWD Basket. Hierdoor werd het topbasketbal in Friesland gegarandeerd. LWD staat voor de stad Leeuwarden. 

### Namen
Mede door de veranderende hoofdsponsors, heeft de club in het verleden meerdere namen gekend.
- 2004–2007: Woon!Aris
- 2007–2009: Aris Friesland
- 2009–2011: De Friesland Aris
- 2011–2012: Lasaulec Aris
- 2012–2023: Aris Leeuwarden
- 2023–heden: LWD Basket

## Coaches
- Andre Roorda (2006–2007)
- Tony van den Bosch (2007–2008)
- Pete Miller (2008–2011)
- Erik Braal (2011–2013)
- Ed Molthoff (2013–2014)
- Tom Simpson (2014–2015)
- Michael Schuurs (2015–2016)
- Klaas Stoppels (2016–2017)
- Tony van den Bosch (2017–april 2019)
- Anne van Dijk (april–mei 2019)
- Ferried Naciri (september 2019–2021)
- Vincent van Sliedregt (2021–heden)

## Trivia
- De beste prestatie van Aris wordt in seizoen 2012/2013 geleverd, door de nummer één van de competitie, EiffelTowers Den Bosch, in de halve finale van de play-offs te verslaan. Daarmee kwam Aris voor het eerst in haar bestaan in de finale te staan, waarin het vervolgens met 4–0 verloor van ZZ Leiden.
- In het seizoen 2005/2006 speelde de Australiër met Nederlands bloed Michael Kingma voor Aris. Kingma vertolkte de rol van Tarfful[9] in de film Star Wars: Episode III. Kingma werd met twee andere basketballers gecast vanwege hun lengte (Kingma: 2,08 meter).
- Vanwege de toenmalige sponsor(naam) werd Aris tijdens de eerste jaren van deelname aan de eredivisie door sommigen gekscherend "club voor de daklozen" genoemd.[10]
- In 2021 werd bekend dat meerdere oud-spelers van Aris worden verdacht van matchfixing. Zij zouden hebben samengewerkt met Koreaanse gokkers om in het seizoen 2018-2019 vier wedstrijden opzettelijk te verliezen. De club en de toenmalige coaches lieten weten geen vermoedens van matchfixing te hebben gehad.[11]

## Voetnoten
Aalst · Antwerpen · Bemmel · Bergen · Brussel · Charleroi · Den Bosch · Den Helder · Groningen · Hasselt · Kortrijk · Leeuwarden · Leiden · Leuven · Mechelen · Oostende · Rotterdam · Weert · Zwolle
2014/15· 2015/16 · 2016/17 · 2017/18 · 2018/19 · 2019/20